# سیم‌ماهی سیاه
سیم‌ماهی سیاه (نام علمی: Girella tricuspidata) نام یک گونه از تیره چرم‌باله‌ماهیان است.